# فتاة النميمة (مسلسل)
فتاة النميمة (بالإنجليزية: Gossip Girl) هو مسلسل درامي تلفزيوني أمريكي. وهو يحكي عن حياة مجموعة من المراهقين الذين يعيشون في الأحياء الغنية من مدينة نيويورك. طلاب هذه المدارس الخاصة المتميزة في شمال شرق حي مانهاتن جميعا مدمنين على مدونة Gossip Girl التي تكشف عن جميع الأخبار والاشاعات الخاصة بتلاميذ الثانوية. ولكن لا أحد يعرف هوية كاتبة هذه المدونة. المسلسل مقتبس من رواية بنفس الاسم ودخلت الرواية ضمن قائمة أكثر الروايات مبيعا حسب صحيفة النيويورك تايمز.المسلسل من بطولة بليك ليفلي بشخصية سيرينا فان ديرسين ولايتن ميستر بشخصية بلير وولدورف.

## شخصيات المسلسل
- إد ويستويك بدور تشك باس صاحب إمبروطورية باس للفنادق وأغنى من في نيويورك حرفياً، ولهذا هو مغرور ومتحجر القلب شكلياً، وكل يوم يصبح مع فتاة إلا أنه حقا يحب بلير. تشك يقدر الأصدقاء ويبحث عن معنى العائلة. تشك في الجزء الأول لئيم، في الثاني غاضب وحزين بوفاة أبيه. وفي الموسم الثالث يتحول إلى عاشق.
- بليك ليفلي بدور سيرينا فان دير وودسن هي الأكثر شهرة بين قريناتها عرفت بالطيش واللعب، وعلاقاتها المتعددة وحفلاتها أكسبتها شهرة في منهاتن؛ لكن بعد أن خانت أقرب الناس لها قررت الذهاب بعيدا في مدرسة داخلية لترجع شخصية متغيرة بعد علاقتها مع دان. في الموسم الأول قررت أنها لن تستطيع الاستمرار معه بسبب أن أمها مخطوبة من والده.
- بين بادغلي بدور دان همفري طالب البعثة صاحب أقل مستوى مالي من باقي طلاب ثانويته، مع هذا فهو طيب بنوايا حسنة. دخل عالم الأغنياء عن طريق سيرينا التي تعرف عليها بالموسم الأول وكانت حبه الأول. لديه أخت أصغر منه وهي جيني. دان بالموسم الثالث يتعرف على فتاة يكتشف أنها نجمة مشهورة ويقابل أخيه الأكبر.
- لايتن ميستر بدور بلير والدورف أعز صديقة لسيرينا، فتاة ثرية أمها تعتبر من أفضل المصميمين في نيوريورك. طيبة لكنها تعتبر الصورة أهم شيء وتميل إلى الطبقية وتحتقر الطبقات الأقل أمثال عائلة همفري. بعض الأوقات قد تبدو بلا قلب إلا أنها دائما تعلم أن صديقتها سيرينا ستبقى معها. بلير أكثر القتيات شهرة بعد رحيل سيرينا عن ثانوية كونستانس حيث تعتبر الملكة بي، كانت إحدى أمنياتها اللي تحققت دخول جامعة ييل. علاقتها مع نيت كانت أبدية حتى وقعت في حب أعز أصدقائه تشك باس.
- تشيس كراوفورد بدور نيت ارتشيبلد هو الصديق القديم لبلير إلا أنه يقع في حب سيرينا صديق طفولته وأعز أصدقائه تشك باس يسمى بالولد الذهبي، يدخل بعلاقة لفترة بسيطة مع فينيسا وبعد مشاكل والده يصحح علاقته مع جده لكن هذا أدى إلى انفصاله عن فينيسا في الموسم الثالث. بعد تخرجه من الثانوية لم يدخل لأي كلية وإنما حاول الحصول على بعض الوظائف من أجل إيجاد نفسه وعدم الاعتماد على نفوذ عائلته.
- تايلور مومسن بدور جيني همفري  فتاة طيبة وكانت دائما تساعد دان بعلاقته مع سيرينا إلى أن دخلت إلى عالم الأغنياء التي بدأت فيه شيئا فشيئا إلى أن وصلت إلى قمته لكنها دفعت الثمن غاليا فقد فقدت احترام أبيها لها، وتسببت بالعديد من المشاكل للجميع كما أنها دخلت في تجارة المخدرات وأصبحت منبوذة من الجميع حتى طردت من المدينة من قبل بلير والدورف.
- ماثيو سيتل بدور روفس همفري هو أب كلا من جيني ودان. فنان ومغني وكان في الماضي نجم روك أند رول. أما عن زوجته فزواجهما تدمر فتطلقا منذ فترة طويلة وبعدئذٍ روفس رجع لحبيبته الأولى وهي ليلي «أم سيرينا» وبعد أن يكتشف أن عنده ولد منها يقرر البحث عنه وفي نهاية الموسم الثاني تتم خطوبتهم.
- كيلي روذفورد بدور ليلي همفري هي أم لثلاثة أبناء سيرينا وإيريك وسكوت وهي أشهر من نار على علم في الأوساط الاجتماعية. امرأة متزنة؛ مع هذا فهي فاشلة بتكوين أسرة، تزوجت خمس مرات آخرها مع أبي تشك بارت باس وبذلك تضاعفت ثروتها وشهرتها. إنها حاليا متزوجة من روفس همفري حبيبها في الثانوية.
- جيسيكا زور بدور فينسيا ابرامز هي صديقة الطفولة لدان كانا دوما معا إلى أن انتقل دان للثانوية. فينيسا هي الوحيدة التي درست في البيت. صادقت نيت لفترة من الوقت، لكن بنهاية الموسم الثاني قطعت علاقتها معه، ثم ارتبطت بعلاقة مع سكوت رونسن لكنها انفصلت عنه.

## الإنتاج
جوش شوارتنز مبدع ذا أو سي كان أحد المنتجين المنفذين في المسلسل، وبعد نجاح المسلسل شارك جون ستيفنز منتج قيلمور قيرل بدور مخرج ومنتج في المسلسل.
تم تعيين 9 ممثلين بأدوار رئيسية منتظمة في المسلسل، بلاك ليفلي وليتن ميستر كانا من أول من اختير في المسلسل وتوالت اختيارات بقية الطاقم، في منتصف 2007 وبعد إلغاء مسلسل فيرونيكا مارس من قبل قناة سي دبليو عينت كريستن بيل بصوت الراوية في المسلسل.

## الجوائز والترشيحات
فاز المسلسل ب17 جائزة اختيار المراهقين وجائزة هوليود الشاب مرة واحدة.

## التقييم
افتتح المسلسل بمعدل مشاهدة وصل 3.50 مليون مشاهد وانتهى الموسم الأول بمعدل 3 ملايين مشاهد، افتتح الموسم الثاني بمعدل 3.43 مليون مشاهد بينما افتتح الثالث بمعدل وصل 1.83 مليون مشاهد فقط.

## وصلات خارجية
- الموقع الرسمي
- Gossip Girl on Warner TV
- Gossip Girl Book site
- فتاة النميمة على موقع IMDb (الإنجليزية)
- فتاة النميمة على موقع ميتاكريتيك (الإنجليزية)
- فتاة النميمة على موقع روتن توميتوز (الإنجليزية)
- فتاة النميمة على موقع نتفليكس (الإنجليزية)
- فتاة النميمة على موقع فيلمافينيتي (الإسبانية)
- فتاة النميمة على موقع كينوبويسك (الروسية)
- فتاة النميمة على موقع ألو سيني (الفرنسية)
- فتاة النميمة على موقع قاعدة بيانات الفيلم (الإنجليزية)
- "List of Gossip Girl Episodes". TVGuide. مؤرشف من الأصل في 2019-12-07.
- Gossip Girl Season 4 Latest Reviews & NEws